# Teruko Ishizaka
Teruko "Terry" Ishizaka (石坂 照子, Ishizaka Teruko), née le 28 septembre 1926 à Yamagata et morte le 4 juin 2019 dans la même ville, est une scientifique et immunologiste japonaise qui, avec son mari Kimishige Ishizaka, a découvert la classe d'anticorps Immunoglobuline E (IgE) en 1966.

## Biographie
Ishizaka est née à Yamagata le 28 septembre 1926 ; son père était avocat, sa mère femme au foyer. Elle a obtenu un doctorat en médecine de l'École de médecine pour femmes de Tokyo en 1949 et un doctorat de l'Université de Tokyo en 1955. Aux côtés de son collègue Kimishige Ishizaka, avec qui elle s'est mariée en 1949, elle a passé huit ans au laboratoire du professeur Nakamura, où elle a étudié les mécanismes du choc anaphylactique. En 1957, le couple part travailler dans un laboratoire du California Institute of Technology pour étudier le complexe immun avant de rentrer au Japon. En 1962, les Ishizakas sont recrutés par l'institut de recherche sur l'asthme à l'hôpital de Denver; ils annoncent la découverte de la classe d'anticorps Immunoglobuline E en 1966. À peu près au même moment, S.G.O. Johansson et Hans Bennich font la même découverte à Uppsala, en Suède. Ils publient un document conjoint en avril 1969.
Pour ses réalisations, le couple se voit attribuer le prix de la fondation Passano en 1972, le Prix Gairdner en 1973 et le prix Borden en 1979.
Le couple a signé conjointement 119 articles.
Ishizaka rentre au Japon en 1996; elle meurt à Yamagata le 4 juin 2019.